# L'home que va caure a la Terra
L'home que va caure a la Terra (títol original: The man who fell to earth) és una pel·lícula britànica de ciència-ficció de l'any 1976, basada en la novel·la del mateix títol de Walter Tevis (1963). Dirigida per Nicolas Roeg, i protagonitzada per David Bowie, la pel·lícula es tracta d'un extraterrestre que arriba a la Terra en cerca d'aigua per al seu planeta, que pateix una sequera.
La pel·lícula va ser produïda per Michael Deeley i Barry Spikings, també coneguts per la seva producció d' El caçador el 1978. Ha estat doblada al català

## Argument
Thomas Jerome Newton (David Bowie) és un extraterrestre del planeta Anthea, que arriba a la Terra buscant una manera de transportar aigua al seu planeta, que pateix una sequera devastadora.
Newton utilitza el seu coneixement de tecnologia més avançada per treure patents de molts invents a la Terra, aconseguint una gran fortuna com a cap d'una empresa de tecnologia, World Enterprises Corporation, ajudat pel seu advocat de patents, Oliver V. Farnsworth (Buck Henry). Amb aquests diners desitja construir naus espacials que podrien portar aigua al seu planeta.
A Nou Mèxic, Newton coneix a Mary-Lou (Candy Clark), una noia senzilla i treballadora, amb qui comença una relació romàntica. Mary-Lou li mostra a Newton costums terrenals, com anar a l'església, prendre alcohol, la moda, i finalment, el sexe. Però la seva obsessió amb l'alcohol i la televisió destrueixen lentament la relació romàntica amb Mary-Lou. La seva identitat oculta és descoberta pel doctor Nathan Bryce (Rip Torn), un dels seus pocs amics. També li revela la seva identitat extraterrestre a Mary-Lou, que no és capaç d'acceptar el fet.
Newton intenta iniciar el programa de rescat per al seu planeta, però just abans del primer enlairament el govern ho atura, mentre uns agents assassinen als seus socis, fins i tot a Farnsworth i el seu amant. El govern, que havia rebut informació sobre la veritable identitat de Newton per Bryce, el captura en un apartament luxós, i el sotmet a rigorosos i inhumans experiments.
Després de molts anys a la presó, Mary-Lou el visita, molt canviada pels anys (la seva joventut i bellesa han desaparegut). Comprèn que la relació amb Newton ha fracassat, i marxa. Newton llavors s'adona que la porta està oberta, i que al govern ja no li interessa la seva situació, i per tant, escapa.
Newton ha fracassat en la seva missió de salvar al seu planeta. Es queda atrapat a la Terra, sol i desesperat. Tracta d'enviar un missatge a través d'uns enregistraments que espera siguin transmesos per ràdio. Bryce compra un enregistrament, i decideix anar a veure a Newton per saber què contenia l'enregistrament. Bryce, ja vell, es troba amb Newton, que segueix jove, encara que deprimit i alcohòlic, intentant superar l'angoixa d'haver fracassat en la seva missió.

## Repartiment
- David Bowie: Thomas Jerome Newton.
- Buck Henry: Oliver Farnsworth.
- Rip Torn: Nathan Bryce.
- Candy Clark: Mary-Lou.
- Tony Mascia: Arthur.
- Rick Riccardo: Trevor.
- Bernie Casey: Mr. Peters